# Evan Engram
Evan Engram (Powder Springs, Georgia,  de  de 1994) es un jugador profesional estadounidense de fútbol americano que se desempeña en la posición de tight end en Jacksonville Jaguars, equipo de la National Football League (NFL).

## Carrera
Fue seleccionado en la primera ronda en la Reunión Anual de Selección de Jugadores de la NFL de 2017. Hizo su debut profesional con el equipo New York Giants, en el cual jugó cinco temporadas (2017-2022), posteriormente pasó a Jacksonville Jaguars, donde lleva jugando tres temporadas.